# Jacque Fresco
Jacque Fresco, född 13 mars 1916 i Brooklyn i New York, död 18 maj 2017 i Sebring i Florida, var en amerikansk futurolog och skapare av Venusprojektet, som syftar till att ändra på samhället i enlighet med Frescos koncept om en resursbaserad ekonomi.

## Karriär

### Flygindustrin
Under senare delen av 1930-talet arbetade Fresco vid Douglas Aircraft Company i Kalifornien. 1942 fick han en tjänst inom United States Army.

### Husdesign
På 1940-talet fick han ett uppdrag av Earl Muntz om att designa boende till låg kostnad. Tillsammans med medarbetarna Harry Giaretto och Eli Catran designade han ett modellhus 1948.